# Piiri (Muhu)
Koordinaten: 58° 36′ N, 23° 12′ O

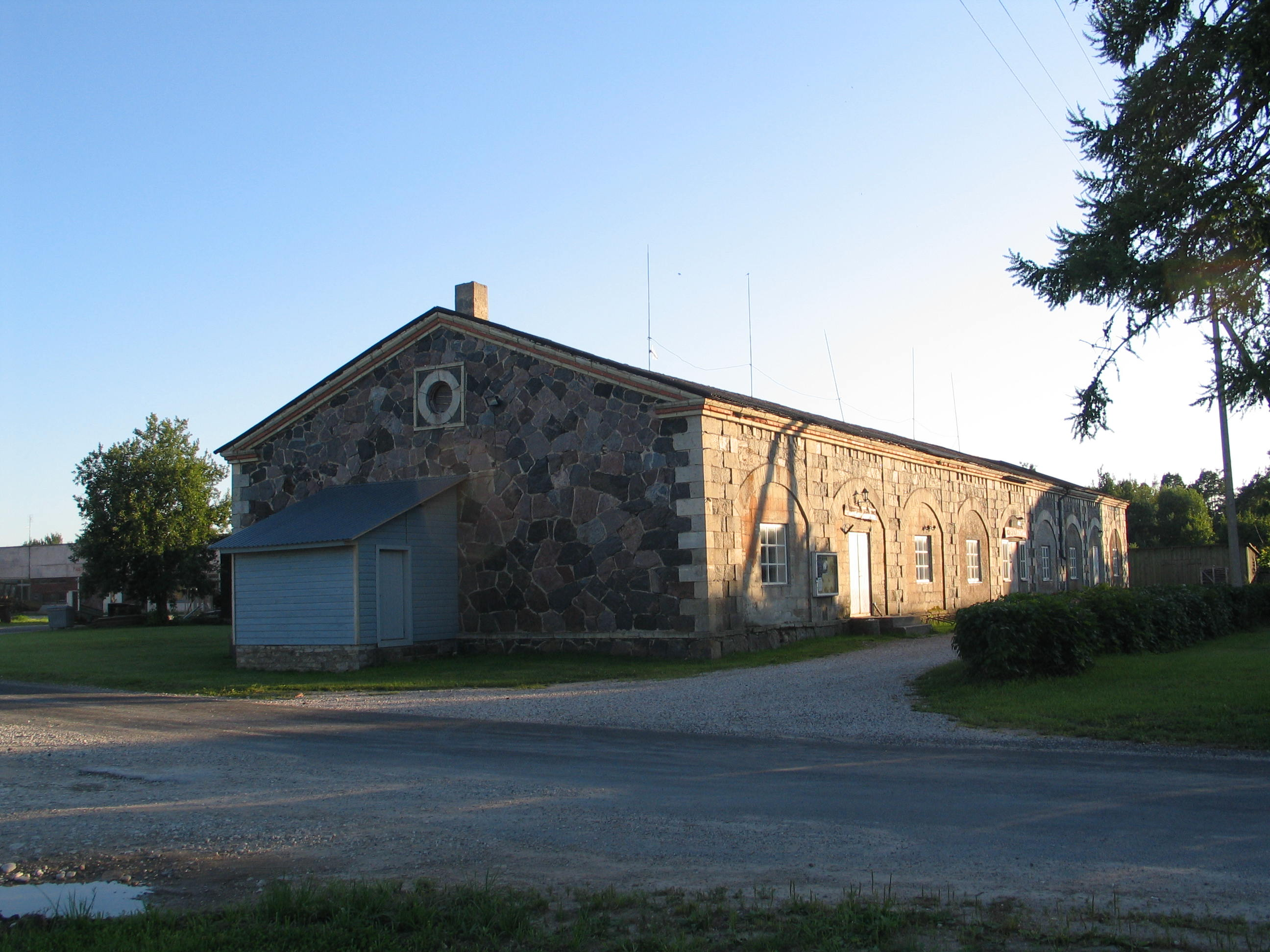
Das frühere Vereinshaus von Piiri

Piiri ist ein Dorf (estnisch küla) auf der drittgrößten estnischen Insel Muhu. Es gehört zur gleichnamigen Landgemeinde (Muhu vald) im Kreis Saare (Saare maakond).
Der Ort entstand Ende des 19. Jahrhunderts. Er hat 40 Einwohner (Stand 31. Dezember 2011).